# Ramfs

ramfs est un système de fichiers temporaire monté en RAM très simple, dont dérive le tmpfs du noyau Linux 2.6.x.
Il utilise de manière détournée le mécanisme de gestion de cache du noyau Linux en précisant à ce dernier que les pages mémoire concernées n'ont aucune destination en espace de stockage persistant : le cache ne peut donc jamais les écrire en dur, et les garde indéfiniment en mémoire volatile.
Le système ramfs est donc extrêmement simple car il s'appuie sur des mécanismes existants. Ceci par opposition à un ramdisk, fondé sur la simulation d'un disque physique de taille fixe, imposant un formatage par un système de fichier conventionnel, qui provoque de multiples copies mémoires inutiles.
Il a pour défaut de ne pas limiter la taille mémoire allouable, et est donc réservé à l'utilisateur root. Le système tmpfs ajoute ce contrôle de taille maximum pour permettre de sécuriser l'utilisation de ce type de points de montage.